# Кубок Греції з футболу 1931—1932
Перший розіграш Кубку Греції 1931—1932. Усього брали участь 17 команд. Фінал відбувся 8 листопада 1931 року на стадіоні «Апостолос Ніколаїдіс» в Афінах, де АЕК переміг «Аріс» зі рахунком 5:3.

## Кваліфікаційний раунд
| Команда 1              | Рахунок            | Команда 2           |
| Зона «Афіни-Пірей»     | Зона «Афіни-Пірей» | Зона «Афіни-Пірей»  |
| ---------------------- | ------------------ | ------------------- |
| «Атромітос»            | 4-0                | «Астерас» (Афіни)   |
| «Нікея»                | 7-1                | «Палео-Фаліро»      |
| «Пірейк» (Неос-Фаліро) | 2-0 (т. п.)        | «Гуді» (Афіни)      |
| Зона «Салоніки»        |                    |                     |
| «Мельтеас»             | 3-0                | «Мегас Александрос» |

## Плей-оф

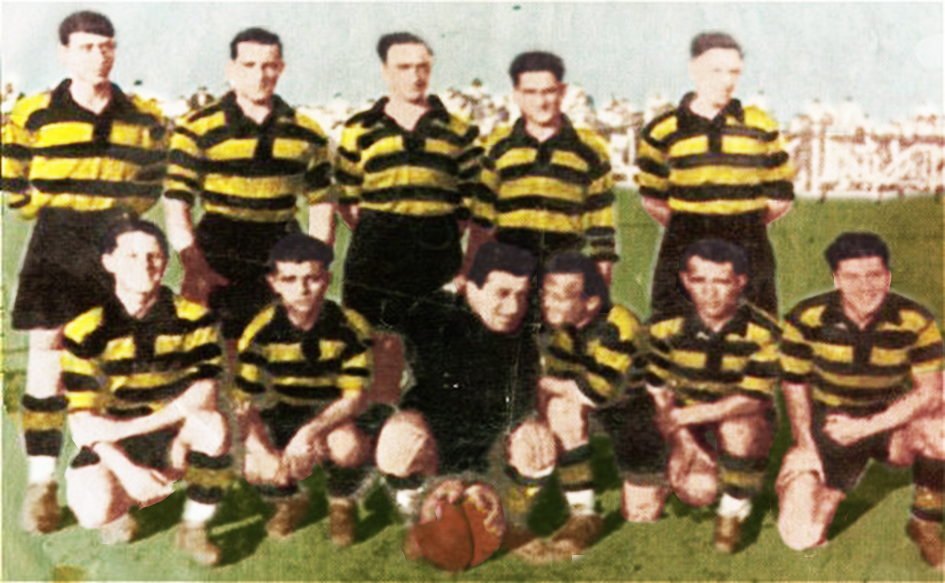
Переможці кубку Греції 1931—1932 — АЕК.

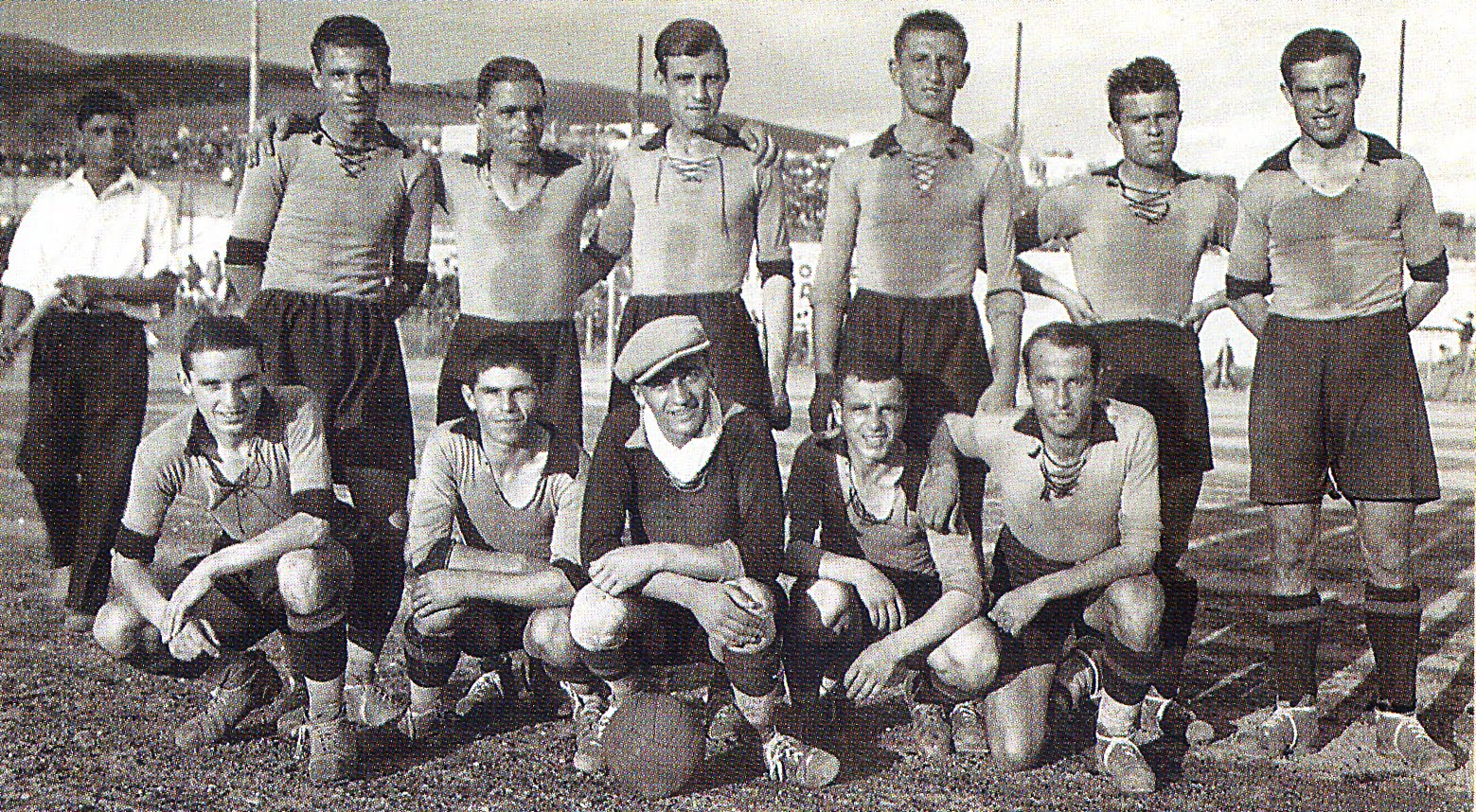
Фіналісти Кубку Греції 1931—1932 — «Аріс».

### 1/16 фіналу
| Команда 1          | Рахунок            | Команда 2              |
| Зона «Афіни-Пірей» | Зона «Афіни-Пірей» | Зона «Афіни-Пірей»     |
| ------------------ | ------------------ | ---------------------- |
| АЕК                | 2-0                | «Пірейк» (Неос-Фаліро) |
| «Олімпіакос»       | 4-1                | «Атромітос»            |
| «Панатінаїкос»     | 6-1                | «Нікея»                |
| Зона «Салоніки»    |                    |                        |
| ПАОК               | 3-0                | «Мельтеас»             |
| «Іракліс»          | 3-2 (дч)           | «Термаїкос»            |

### Чвертьфінал
| Команда 1    | Рахунок | Команда 2         |
| ------------ | ------- | ----------------- |
| АЕК          | 4-0     | «Етнікос» (Пірей) |
| «Олімпіакос» | 0-1     | «Аполлон» (Афіни) |
| «Аріс»       | 7-2     | «Панатінаїкос»    |
| «Іракліс»    | 2-3     | ПАОК              |

### Півфінал
| Команда 1         | Рахунок | Команда 2 |
| ----------------- | ------- | --------- |
| АЕК               | 2-1     | ПАОК      |
| «Аполлон» (Афіни) | 2-3     | «Аріс»    |

### Фінал
| 8 листопада 1931 20:30 (EEST) |

| АЕК                                                          | 5:3 | Аріс                |
| ------------------------------------------------------------ | --- | ------------------- |
| Іліаскос 5' Балтас 8', 65' Оїконому 70' (аг) Негрепонтіс 78' |     | Кіцос 40', 43', 80' |

| «Апостолос Ніколаїдіс», Афіни |

| АЕК | Аріс |

| ВР            |  | Йоргос Гіамаліс         |
| ЗХ            |  | Роберт Малліос Галіц    |
| ЗХ            |  | Йоргос Даїспаґос        |
| ПЗ            |  | Аргіропул               |
| ПЗ            |  | Стефанос Константінідіс |
| ПЗ            |  | Пантроклос              |
| НП            |  | Костас Негрепонтіс      |
| НП            |  | Балтас                  |
| НП            |  | І. Дзіраліос            |
| НП            |  | Іліас Іліаскос          |
| НП            |  | П. Дзіраліос            |
| Тренер:       |  |                         |
| Темос Асперіс |  |                         |

| ВР       |  | Нікос Катранідзос   |
| ЗХ       |  | Костас Вікелітос    |
| ПЗ       |  | Алекос Оїконому     |
| ПЗ       |  | Панайотіс Кацауніс  |
| ПЗ       |  | Даниїл Данелян      |
| НП       |  | Нікіфорос Вікелідіс |
| НП       |  | Йорданіс Вогданов   |
| НП       |  | Ніколас Аґелакіс    |
| НП       |  | Нікос Кіцос         |
| НП       |  | Костас Калогіанніс  |
| НП       |  | Аргуріс Аргупіадіс  |
| Тренер:  |  |                     |
| Де Валер |  |                     |